# Jared Lum
Jared Christopher Lum (tiếng Trung: 林恩許; sinh ngày 19 tháng 7 năm 1992) là một cầu thủ bóng đá Úc thi đấu ở vị trí tiền vệ cho câu lạc bộ tại Giải bóng đá ngoại hạng Hồng Kông Kitchee.

## Sự nghiệp thi đấu

### Câu lạc bộ
Năm 2010, Lum gia nhập Marconi Stallions, và anh được xem là một trong những cầu thủ đầy hứa hẹn nhất của câu lạc bộ, sau khi tốt nghiệp Học viện Thể thao Úc.
Lum ký hợp đồng với đội bóng tại Giải bóng đá ngoại hạng Hồng Kông Kitchee vào tháng 1 năm 2016.
Ngày 26 tháng 5 năm 2018, Lum tiết lộ rằng anh đã ký hợp đồng lại với thêm 2 năm nữa.

### Quốc tế
Vào tháng 5 năm 2017, Lum được triệu tập vào đội tuyển quốc gia Fiji để thi đấu với Nouvelle-Calédonie. Tuy nhiên, vẫn còn những nghi ngờ tại thời điểm anh có thể thi đấu được hay không trên cơ sở tổ tiên người Fiji của anh. Trong buổi phỏng vấn sau đó, Lum tiết lộ rằng anh không có hứng thú thi đấu cho Fiji vì anh nghĩ rằng bóng đá ở Fiji chưa đủ chuyên nghiệp.

## Danh hiệu

### Câu lạc bộ
Kitchee
- Giải bóng đá ngoại hạng Hồng Kông: 2016–17, 2017–18
- Cúp FA Hồng Kông: 2016–17, 2017–18
- Hồng Kông Senior Challenge Shield: 2016–17
- Hồng Kông Sapling Cup: 2017–18
- HKFA League Cup: 2015–16

### Quốc gia
Úc
- Giải vô địch bóng đá U-16 Đông Nam Á: 2008